# Feliz Navidad
Feliz Navidad (spanisch für „Frohe Weihnachten“) ist ein modernes spanisches Weihnachtslied im Latin-Rhythmus, das im Jahr 1970 von dem puerto-ricanischen Sänger und Gitarristen José Feliciano geschrieben wurde.

## Entstehung
Nach eigener Aussage hat Feliciano das Lied in fünf Minuten komponiert. Wegen seiner einfachen Struktur (vier Akkorde, 21 Mal Feliz Navidad und 18 Mal I wanna wish you a Merry Christmas) und einem Gemisch einfacher spanischer und englischer Verse hat es sich in vielen Ländern zu einem beliebten Weihnachtslied entwickelt. Es gibt zahlreiche Bearbeitungen und Einspielungen des Liedes.
Feliz Navidad, próspero año y felicidad bedeutet „Frohe Weihnachten, ein erfolgreiches Jahr und Glück“, I wanna wish you a Merry Christmas, from the bottom of my heart „Ich wünsche dir/euch eine frohe Weihnacht, von ganzem Herzen“ (oder „… aus der Tiefe meines Herzes“).

## Rezeption

### Bestenlisten
Nach Angaben der American Society of Composers, Authors and Publishers (Amerikanischen Gesellschaft der Komponisten, Autoren und Verleger) rangiert Feliz Navidad auf Platz 15 der Liste der 25 beliebtesten Weihnachtslieder der USA.

### Chartplatzierungen
Trotz seiner Beliebtheit blieb dem Song als Single der kommerzielle Erfolg lange Zeit verwehrt. Erst ab 2007, mit der Berücksichtigung von Downloads in den Verkaufscharts, seit 2014 noch durch Streaming verstärkt, platziert sich das Lied regelmäßig zu Weihnachten in den Charts. In Deutschland erreichte es bislang als höchste Position Platz sieben.
| Periode   | Höchstplatzierung, GesamtwochenChartplatzierungen (Periode, Platzierungen, Wochen) | Höchstplatzierung, GesamtwochenChartplatzierungen (Periode, Platzierungen, Wochen) | Höchstplatzierung, GesamtwochenChartplatzierungen (Periode, Platzierungen, Wochen) | Höchstplatzierung, GesamtwochenChartplatzierungen (Periode, Platzierungen, Wochen) | Höchstplatzierung, GesamtwochenChartplatzierungen (Periode, Platzierungen, Wochen) |
| Periode   | DE                                                                                 | AT                                                                                 | CH                                                                                 | UK                                                                                 | US                                                                                 |
| --------- | ---------------------------------------------------------------------------------- | ---------------------------------------------------------------------------------- | ---------------------------------------------------------------------------------- | ---------------------------------------------------------------------------------- | ---------------------------------------------------------------------------------- |
| 2007/08   | DE42 (2 Wo.)DE                                                                     | —                                                                                  | CH89 (2 Wo.)CH                                                                     | —                                                                                  | —                                                                                  |
| 2008/09   | DE54 (4 Wo.)DE                                                                     | —                                                                                  | CH51 (1 Wo.)CH                                                                     | —                                                                                  | —                                                                                  |
| 2009/10   | DE42 (4 Wo.)DE                                                                     | AT37 (4 Wo.)AT                                                                     | CH56 (1 Wo.)CH                                                                     | —                                                                                  | —                                                                                  |
| 2010/11   | DE48 (5 Wo.)DE                                                                     | AT56 (3 Wo.)AT                                                                     | CH62 (1 Wo.)CH                                                                     | —                                                                                  | —                                                                                  |
| 2011/12   | DE57 (5 Wo.)DE                                                                     | AT47 (4 Wo.)AT                                                                     | CH61 (1 Wo.)CH                                                                     | —                                                                                  | —                                                                                  |
| 2012/13   | DE56 (3 Wo.)DE                                                                     | AT45 (3 Wo.)AT                                                                     | CH68 (2 Wo.)CH                                                                     | —                                                                                  | —                                                                                  |
| 2013/14   | DE49 (3 Wo.)DE                                                                     | AT57 (3 Wo.)AT                                                                     | CH64 (1 Wo.)CH                                                                     | —                                                                                  | —                                                                                  |
| 2014/15   | DE45 (3 Wo.)DE                                                                     | AT51 (3 Wo.)AT                                                                     | CH52 (2 Wo.)CH                                                                     | —                                                                                  | —                                                                                  |
| 2015/16   | DE48 (1 Wo.)DE                                                                     | AT59 (3 Wo.)AT                                                                     | CH60 (1 Wo.)CH                                                                     | —                                                                                  | —                                                                                  |
| 2016/17   | DE37 (2 Wo.)DE                                                                     | AT31 (4 Wo.)AT                                                                     | CH21 (2 Wo.)CH                                                                     | UK78 (1 Wo.)UK                                                                     | US44 (1 Wo.)US                                                                     |
| 2017/18   | DE24 (4 Wo.)DE                                                                     | AT27 (3 Wo.)AT                                                                     | CH23 (3 Wo.)CH                                                                     | UK86 (1 Wo.)UK                                                                     | US49 (1 Wo.)US                                                                     |
| 2018/19   | DE19 (4 Wo.)DE                                                                     | AT17 (3 Wo.)AT                                                                     | CH10 (4 Wo.)CH                                                                     | UK77 (1 Wo.)UK                                                                     | US29 (3 Wo.)US                                                                     |
| 2019/20   | DE15 (4 Wo.)DE                                                                     | AT11 (3 Wo.)AT                                                                     | CH4 (4 Wo.)CH                                                                      | UK54 (2 Wo.)UK                                                                     | US12 (4 Wo.)US                                                                     |
| 2020/21   | DE16 (5 Wo.)DE                                                                     | AT17 (5 Wo.)AT                                                                     | CH8 (5 Wo.)CH                                                                      | UK40 (5 Wo.)UK                                                                     | US6 (6 Wo.)US                                                                      |
| 2021/22   | DE11 (5 Wo.)DE                                                                     | AT8 (5 Wo.)AT                                                                      | CH7 (5 Wo.)CH                                                                      | UK25 (5 Wo.)UK                                                                     | US8 (5 Wo.)US                                                                      |
| 2022/23   | DE7 (6 Wo.)DE                                                                      | AT6 (5 Wo.)AT                                                                      | CH6 (5 Wo.)CH                                                                      | UK21 (5 Wo.)UK                                                                     | US7 (6 Wo.)US                                                                      |
| 2023/24   | DE11 (6 Wo.)DE                                                                     | AT6 (5 Wo.)AT                                                                      | CH7 (5 Wo.)CH                                                                      | UK23 (5 Wo.)UK                                                                     | US9 (6 Wo.)US                                                                      |
| 2024/25   | DE5 (6 Wo.)DE                                                                      | AT5 (6 Wo.)AT                                                                      | CH6 (5 Wo.)CH                                                                      | UK17 (5 Wo.)UK                                                                     | US11 (5 Wo.)US                                                                     |
| Insgesamt | DE5 (72 Wo.)DE                                                                     | AT5 (62 Wo.)AT                                                                     | CH4 (50 Wo.)CH                                                                     | UK17 (30 Wo.)UK                                                                    | US6 (37 Wo.)US                                                                     |

| ChartsJahrescharts (2023) | Platzierung |
| ------------------------- | ----------- |
| Österreich (Ö3)           | 72          |

| ChartsJahrescharts (2024) | Platzierung |
| ------------------------- | ----------- |
| Österreich (Ö3)           | 57          |